# ニール・バレット
ニール・バレット（Neil Barrett、1965年 - ）はイギリス・デヴォン生まれのファッションクリエイター。また、彼の持つファッションブランドである。現在「NeilBarrett」、「NeilBarrett Shirts」、「NeilBarrett Indigo-Collection」、「BlackBarrett By NeilBarrett」を手がける他、
Pumaの「96hours」も手がけている。

## 略歴
1965年にイギリスのデヴォンにて3代に渡りテーラー業を営んできた家庭に生まれる。
1986年にセントラル・セント・マーチンズを卒業し、メンズファッションデザインの学位を取得。
1989年にロイヤル・カレッジ・オブ・アートを卒業し、メンズファッションデザインの修士号を取得。この時の卒業コレクションがグッチの目に留まり、同年に同社のメンズウェアのシニアメンズデザイナーに就任し、以後5年間務める。この間、トム・フォードのメンズデザインチームで経験を積む。
1994年にグッチからプラダに移籍。同社が立ち上げたメンズウェアコレクションのデザインディレクターに就任。4年間務める。
1998年にはサムソナイトのアクティヴウェアデザイナー就任。また、同年にミラノにて自身の会社「White srl」設立。
1999年には自身の名を冠したシグニチャーブランド「Neil Barrett」をミラノメンズコレクションで発表。
2000年には「NeilBarrett」にてレディースウェアを発表。
2001年には世界初となるフラッグショップを東京都青山にオープン。
2002年にはミラノのメンズコレクションにおいてランウェイデビュー。また、同年にはプーマ社に参加し、スポーツシューズ「プーマ・バイ・ニール・バレット」を展開。翌2003年には同社テクニカルコレクションのクリエイティブディレクターに就任。「96hours」のデザイナーも務める。
2006 FIFAワールドカップではサッカーイタリア代表チームのユニフォームデザインを手がけ、また、映画「スパイダーマン2」への衣装協力も行った。
2007年の秋に、ニール・バレットのセカンドライン「ブラックバレット・バイ・ニール・バレット」を立ち上げる。

## 逸話
- セント・マーチンズ1年生時にジョン・ガリアーノの卒業コレクションをモデルや雑用として手伝っている。
- 現在、ミラノコレクションとニューヨークコレクションに参加している。
- ミラノコレクションではメンズウェアの発表が多く、レディスウェアの登場回数は数える程度であるが、一方のニューヨークコレクションではレディスウェア中心となっている。
- ミラノコレクションではDSQUARED2のデザイナー二人とも親交が深いようで、DSQUARED2のコレクションにたびたび足を運んでいる。
- 主な愛好者にブラッド・ピット、オーランド・ブルーム、ユアン・マクレガーなどがいる。

## デザインの特徴
トラッドをベースにスポーティや機能性を付随させたデザインが得意である。また、作品のテーマとして、相反する要素の融合をテーマにしていることが多い。彼自身も公言するようにフィット感や着心地をとても重視しているブランドである。

## 関連事項
- プラダ(PRADA)
- グッチ(GUCCI)
- プーマ(PUMA)
- セントラル・セント・マーチンズ・カレッジ・オブ・アート・アンド・デザイン(Central Saint Martins College of Art and Design )